# Gorgonidia harterti
Gorgonidia harterti là một loài bướm đêm thuộc phân họ Arctiinae, họ Erebidae.